# La academia (Centroamérica)
La Academia Centroamérica es un reality show musical llevado a cabo en Guatemala, adaptación del programa mexicano La Academia, exclusivamente para la región centroamericana. Se estrenó el 26 de mayo de 2013 y se emitió por TV Azteca Guatemala. Para los demás países de Centroamérica se transmitió por Canal 12 en El Salvador, Canal 9 en Costa Rica y en Canal 11 en Honduras.
Fue conducido por el guatemalteco Carlos Guerrero, la salvadoreña Celina Chanta y el hondureño Gustavo Vallecillo.

## Estructura
Es un concurso de talent show donde los y las participantes deben competir por los primeros lugares en el certamen musical. Tienen la oportunidad de prepararse en distintas áreas como técnica vocal, actuación, expresión corporal, baile e imagen. Además cuentan con asesores en life couch y psicología. El público en toda Centroamérica vota por su alumno favorito para acumular mayores votos y que este no abandone la academia.
Los alumnos conviven día a día en una mansión, ubicada en Ciudad de Guatemala, equipada con todo lo que necesitan para el diario vivir y cámaras que los siguen las 24 horas mientras reciben clases. Cada domingo tienen la oportunidad de demostrar su talento en los conciertos donde son evaluados por un panel de críticos y donde también salen eliminados poco a poco hasta llegar a un ganador o ganadora.
El director artístico de La Academia Centroamérica es el cantautor guatemalteco Tavo Bárcenas, acompañado por los maestros: Emilio Molina, profesor de entrenamiento vocal; Rose Aguilar, profesora de técnica vocal; Cervin López, director de música; José Juárez, entrenador personal; Manuel Monterroso "Badú", coreógrafo y bailarín; Lic. Leonora Gónzalez, psicóloga y Lic. Sheni Mateo, motivadora personal.

## Programas anexos

### Camino a la Fama
Camino a la Fama muestra el día a día de los académicos dentro de la mansión, las revisiones de conciertos, los ensayos, las clases y además sigue la vida personal, sus historias y su progreso para que cada uno se muestre al público tal cual es. El programa es conducido por la salvadoreña Georgina "La Gigi" Cisneros y por el guatemalteco Francisco "Pancho" Rodríguez.

## Temporadas de La Academia
| Edición        | Año  | Presentadores                                    | Jurado       | Jurado         | Ganador/a | Segundo lugar | Tercer lugar | Otros Finalistas                        | Otros Participantes                                                                                        | N° de participantes |
| -------------- | ---- | ------------------------------------------------ | ------------ | -------------- | --------- | ------------- | ------------ | --------------------------------------- | --- | ------------------- |
| 1.ª Generación | 2013 | Carlos Guerrero Celina Chanta Gustavo Vallecillo | Raquel Rivas | Pedro Meléndez | May       | Kike          | Liam         | Diana, David, Luis, Alex, Bryan, Elvira | En orden de eliminación Adry, Rox, Liz, Leo, Gaby, Arnold, Henna, Mafer, Allan, Josué, Bárbara, Joan, Yuli | 22                  |

### Primera Generación (2013).
La primera temporada, también conocida como primera generación de La Academia Centroamérica, se llevó a cabo en 2013. Comenzó el 26 de mayo y culminó el 4 de agosto del mismo año.

## Versiones internacionales
| País           | Nombre                   | Generaciones | Cadena         |
| -------------- | ------------------------ | ------------ | -------------- |
| México         | La Academia              | 14           | TV Azteca      |
| Paraguay       | La Academia (Paraguay)   | 1            | Telefuturo     |
| Estados Unidos | La Academia USA          | 1            | Azteca América |
| Malasia        | Akademi Fantasia         | 10           | Astro Ria      |
| Tailandia      | True Academy Fantasia    | 7            | True Visions   |
| Indonesia      | Akademi Fantasi Indosiar | 6            | Indosiar       |
| Singapur       | Academy Fantasia         | 1            | NB             |